# Inmigración belga y neerlandesa en Paraguay
La inmigración belga y neerlandesa en Paraguay involucró a ciudadanos provenientes de Bélgica y los Países Bajos, quienes se desplazaron a territorio paraguayo desde fines del siglo XIX hasta la década del 60 del siglo XX. 
Tanto belgas como neerlandeses se instalaron inicialmente en la capital Asunción y ciudadedes aledañas, para posteriormente dirigirse a otros puntos del país, principalmente el departamento de Itapúa.
Incluyó además a ciudadanos belgas residentes en el Congo Belga. En 1960, tras el triunfo del movimiento nacionalismo congoleño, este territorio logró su independencia y se constituyó la República Democrática del Congo. Bajo esas circunstancias, los ciudadanos europeos residentes en la excolonia, tuvieron que abandonar el suelo africano.
Un inmigrante proveniente de Róterdam (Países Bajos), William Paats Hantelmann, introdujo la práctica del fútbol al Paraguay.

## Belgas

### La Colonia Mbocajaty
Hacia 1890, dentro de las medidas que adoptó el gobierno paraguayo para incentivar la repoblación del país tras la devastadora guerra contra la Triple Alianza, en el lugar conocido originalmente como Fortín de San Marcos fue creada la Colonia Belga Mbocajaty, con inmigrantes de esa nacionalidad, a los cuales se les sumaron poco después, franceses e italianos.
Los primeros habitantes se dedicaron la agricultura, especialmente la producción fruto-hortícola; posteriormente los belgas y franceses migraron a la capital, aunque no así los italianos. El Gobierno optó entonces por vender las propiedades al ciudadano danés Emilio Johannsen, quien recurrió a inmigrantes suecos para seguir con la producción agrícola y así darle continuidad a la colonia.
En el año 1896 la Colonia Belga pasó a llamarse Colonia Elisa (actualmente municipio de Villa Elisa), en homenaje a su esposa, la señora Elisa Von Poleski, de origen aristocrático alemán.

### Afluencia posguerra
Ya en el siglo XX, muchos belgas abandonaron su país principalmente a causas político- ideológicas. Al terminar la Segunda Guerra Mundial, Europa vivió una etapa de reconstrucción socioeconómica, de reacomodos sociales y de importantes reajustes de su estructura política.

### Capitán Miranda

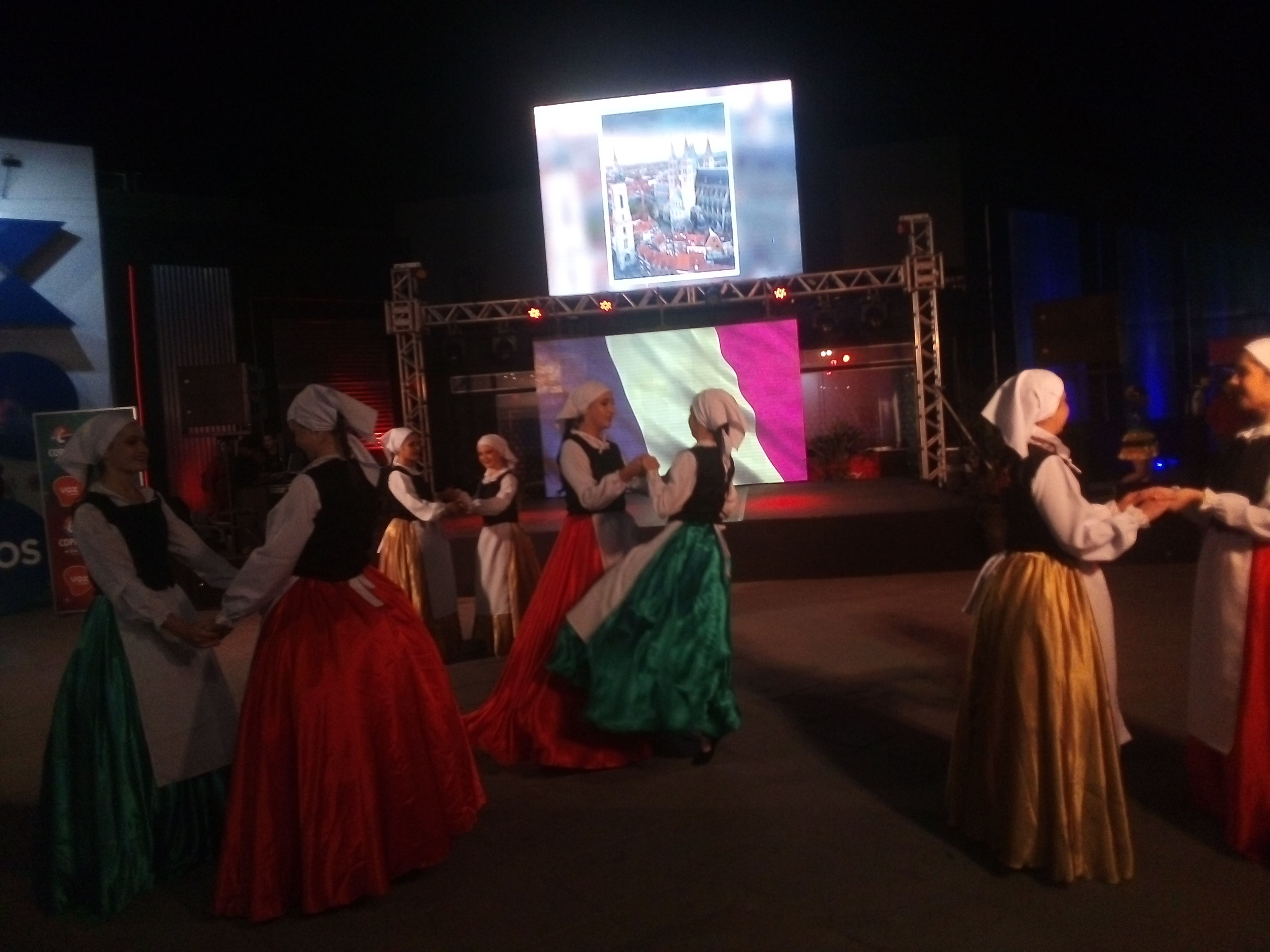
Baile tradicional flamenco realizado por integrantes de la colectividad belga de Itapúa, durante la Noche de las Colectividades de la Expo 2023.

En ese contexto, el año 1948 salió el primer grupo belgas a Paraguay con el fin de colonizar una zona ubicada en lo que hoy es Pastoreo. El trámite de la compra de las tierras se realizaba por medio de la “Cooperativa Paraná”, institución constituida específicamente para facilitar los trámites de la migración belga.
Sin embargo, la compra de tierras y la posesión nunca se concretó debido a un fraude y los inmigrantes belgas tuvieron que adquirir tierras cada quien por su cuenta.
Por esa razón, los belgas que llegaron a Asunción en el año 1948 tuvieren que permanecer por un período bastante prolongado hasta conseguir otras tierras para establecerse. Después de muchas gestiones, encontraron tierras disponibles en Capitán Miranda donde se establecieron a partir de 1950.

### Desplazados del Congo Belga
La inmigración se extendió hasta 1964, época en que llegaron colonos belgas provenientes del Congo africano. Como puede observarse, la causa de la emigración de algunos tiene que ver con su apoyo al nazismo y de otros, porque huyeron del Congo, país en el cual quedaron encantados con el trópico.
Después de esa experiencia, les era difícil volver a vivir en las condiciones climáticas del frío en Bélgica.
Los belgas que se establecieron en esta región fueron las familias van Nevel, Frickelo, Bosmans, Godefroid, Hellemans, Peeters, van Dyck, Dierkx, Menten, Reynaers, De Smet, Beckers, Rombouts, Casier y De Bleecker, entre otras.

## Neerlandeses
Entre 1846 y 1932 se estima que unos 224.000 neerlandeses salieron de su país, para dirigirse principalmente hacia América del Norte (en Estados Unidos se afincaron unos 160.000). En cambio, unos 8000 fueron a América Latina, asentándose en Argentina, Brasil y Chile.
Esta preferencia a la hora de migrar, estaba fundamentada en los lazos culturales, lingüísticos y religiosos que compartían con la comunidad anglosajona ya instalada en Norteamérica desde el siglo XVII.
Según los registros, entre 1841 y 1924, 26 neerlandeses arribaron al Paraguay; reemigrantes de la Argentina. Algunos de ellos se asentaron en la capital, en tanto otros se dirigieron a Itapúa.

### William Paats
El neerlandés Williams Paats es el padre del fútbol paraguayo.
Algunas fuentes cuentan que llegó al Paraguay en 1888 y se hospedó en la casa de otra familia neerlandesa, los Plate. Tenía 18 años y había venido a nuestro país por razones de salud.
Se trataba de un joven culto (hablaba nueve idiomas) e inquieto que rápidamente se destacó en la pequeña sociedad asuncena. Otras fuentes dicen que nació el 12 de enero de 1876, y que llegó al Paraguay con su familia en 1894.
Amante del deporte, Paats fue instructor de educación física en la Escuela Normal de Asunción. Allí intentó primero promover el cricket, y después el fútbol, un deporte que no hace mucho había llegado a los Países Bajos desde Reino Unido.

Aparentemente fue el que trajo de Buenos Aires la primera pelota, comprada en la tienda Harrods de esa capital. Paats contaba una anécdota muy graciosa acerca de los primeros pasos del fútbol en el país y de las cosas que tuvo que hacer para llamar la atención del público sobre el nuevo deporte. El periódico El Golero, en su edición del 4 de diciembre de 1954, contaba: 

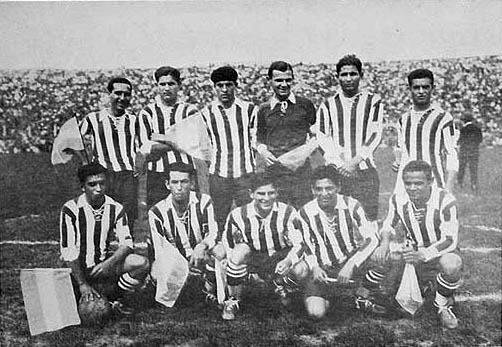
El principal legado de los neerlandeses al Paraguay, ha sido la práctica del fútbol.

…tuvo que andar ( Paats) unos días por las calles de Asunción, con la ‘ball’ inflada entre las manos y a la que de vez en cuando, hacia botar contra el suelo. La curiosidad de este modo era provocada, juntando a grandes y chicos en torno al neerlandés de tan raro adminículo…poníase seguidamente a explicar lo que era la saltarina esfera… pasando a otros para que se la palpara a gusto...
Antes de intentar difundir el fútbol, Williams Paats enseñó el cricket, pero según se cuenta, las reglas demasiado rígidas del juego no gustó a los paraguayos que prefirieron utilizar los elementos para una clásica guerrilla.
Williams Paats fue uno de los fundadores del Olimpia (propuso el nombre), también fue presidente de la Liga Paraguaya de Fútbol (de hecho fue Presidente Honorario hasta su muerte). Fue amigo del General Bernardino Caballero y trabajo en algunas firmas importantes de nuestro medio. Dicen que en los años 40 todavía remaba en el Sajonia y le ganaba a los adolescentes que iban a practicar allí. Además del fútbol y el remo, Paats también promovió el tenis y la natación. 
Pasó una vejez tranquila en su casona de la avenida Carlos Antonio López. Falleció en 1946.

## Personas destacadas
Belgas
- Cristian Ceuppens: arquitecto y artista plástico.
- Henry Ceuppens: economista.
- Alfred Coppens d’Eeckebrugge: médico y noble (con el título de barón).
- Alfredo Ettiene: militar héroe de la Guerra del Chaco
- Robert Ghislain de Wavrin: noble (con el título de marqués) y viajero. Fue uno de los pioneros de la cinematografía en el país.
- Robert Camilo Godefroid: astrónomo.
- Ana Montt Coppens: nieta del barón Alfred Coppens, casada con el príncipe iraní Abou Nars Azod-Quadjar.
- Piet Jacobus Shaw: misionero católico de gran labor en las comunidades indígenas del Chaco. Más conocido como Pai Puku.
- Leonardo Torfs: pintor.
- Lutgard Van Dyck: reconocida ceramista.

Neerlandeses
- William Paats Martínez: artista visual.
- Monica Plate Cano: miss Paraguay 1990.
- Daniel Vuyk: actor de teatro y televisión.